# Poskus atentata na Roberta Fica
15. maja 2024 je okrog 15. ure v Handlovi pred mestno Hišo kulture prišlo do atentata na štirikratnega slovaškega predsednika vlade Roberta Fica po tem, ko se je udeležil vladne seje. Ustreljen je bil med javnim govorom. Izstreljenih je bilo več strelov, Fico pa je padel po tleh. Z reševalnim vozilom je bil odpeljan v bolnišnico, od tam pa s helikopterjem premeščen v drugo bolnišnico. Vladna seja je bila prekinjena, prekinil jo je namestnik predsednika Luboš Blaha. Strelca, 71-letnega moškega Juraja Cintula, je pridržalo več ljudi, policija pa je omejila dostop do območja. Po poročanju lokalne televizijske postaje TA3 so bili izstreljeni štirje streli, eden je Fica zadel v trebuh, ostali trije pa v glavo ter trup. Fico je bil težko poškodovan, ostale ministre pa so pospremili s prizorišča.

## Odzivi
Napad sta obsodila slovaška predsednica države Zuzana Čaputova ter predsednik slovaške stranke Napredna Slovaška Michal Šimecka. Čaputova je Ficu zaželela, da bi si po napadu opomogel. Predsednik slovaške SNS Andrej Danko je izrazil podporo premierju ter dejal, da je napad posledica družbenih razprtij. Napad je obsodil tudi češki predsednik vlade Peter Fiala. Z molitvami ob napadu se je odzval tudi bivši predsednik vlade Češke Andrej Babiš ter izrazil nično tolerantnost do nasilja v družbi. Streljanje sta obsodila tudi slovenski premier Robert Golob in hrvaški predsednik vlade Andrej Plenković.